# Alborada carmesí
Alborada carmesí es una película colombiana y la ópera prima del director Luis Hernán Reina. La premier se realizó el 11 de marzo de 2009 en Bogotá y sirvió también como punto de partida de la CineGira, un proyecto ideado por el mismo director, para llevar cine a los cuarenta millones de colombianos que no tienen acceso a él. La película tiene una estructura de antología, a partir de una trama central se cuentan diez historias diferentes cuyo tema común es el determinismo y la muerte.
La factura técnica de la película es impecable, siendo de resaltar la calidad de su fotografía y de la banda sonora. El rodaje se realizó mayoritariamente en el departamento del Casanare en Colombia.

## Origen
La inspiración inicial para trabajar una película de antología viene del gusto del director por este género con películas como: Heavy metal, Twilight Zone, Tales of Manhattan y Coffee and Cigarettes. En cuanto al tema común, Reina se inspiró en historias y vivencias recogidas en el transcurso de su vida.

## Producción
Alborada carmesí es una producción de la empresa colombiana Casa Roja Producciones S.A. y la Fundación Cuatro Caminos. El rodaje, que duró dos meses, se realizó en un 80% en el Casanare, en los municipios de: Yopal, Nunchía y Tauramena. La película contó con la colaboración de Industrias El Rosal y el ICAIC.

## Sinopsis
Tres amigas, actrices de diversas nacionalidades (Colombia, Venezuela y Cuba), quienes se conocieron grabando una telenovela, se reúnen de vacaciones en la finca de una de ellas en el Casanare, junto a otras 10 personas. La primera noche el grupo se encuentra en torno a una hoguera y gracias a la llegada de un jinete llanero desconocido, se empiezan a contar historias…

## Equipo Técnico
El rodaje de la película contó con un sobresaliente equipo técnico que incluyó al mítico director de fotografía cubano, Raúl Rodríguez, para quien este fue su largometraje número 27 desempeñando dicha función. El sonido estuvo a cargo de Diego Figueroa, quien también realizó el diseño y montaje de Banda sonora.